# Through Shaded Woods
Through Shaded Woods è il settimo album in studio del gruppo musicale polacco Lunatic Soul, pubblicato il 13 novembre 2020 dalla Kscope.

## Descrizione
Al pari delle precedenti pubblicazioni anche Through Shaded Woods è un concept album e affronta la transizione dalla morte verso la vita, rappresentando di fatto l'opposto di Walking on a Flashlight Beam (dove il protagonista affrontava il percorso inverso) nonché il seguito ideale delle tematiche trattate nei primi due album dei Lunatic Soul.
Dal punto di vista musicale, invece, il disco si caratterizza per la forte componente folk e per l'uso di strumentazione prevalentemente acustica, pur non tralasciando momenti più pesanti ed elettronici come in The Passage.

## Promozione
L'album è stato annunciato il 10 settembre 2020 e pubblicato il successivo 13 novembre in edizione standard su CD e LP e limitata, quest'ultima contenente un CD aggiuntivo con tre brani, tra cui Transition II, della durata di circa 30 minuti.
Il 24 settembre è stato reso disponibile attraverso il canale YouTube della Kscope l'audio del primo singolo The Passage, pubblicato come tale il giorno dopo. Il 15 ottobre è stato presentato il video musicale per la traccia d'apertura Navvie, estratto come secondo singolo un giorno più tardi. Come ultimo singolo è stata scelta la traccia di chiusura The Fountain, uscito l'11 novembre.
Il 5 febbraio 2021 è uscito il video di Hylophobia, brano tratto dall'edizione deluxe dell'album.

## Tracce
Testi e musiche di Mariusz Duda, eccetto dove indicato.
1. Navvie – 4:03
2. The Passage – 8:57
3. Through Shaded Woods – 5:51
4. Oblivion – 5:03
5. Summoning Dance – 9:52
6. The Fountain – 6:04

CD bonus nell'edizione limitata
1. Vyraj – 5:32
2. Hylophobia – 3:20
3. Transition II – 27:45

## Formazione
- Mariusz Duda – produzione, strumentazione, voce
- Magda Srzedniccy – coproduzione, registrazione, missaggio, mastering
- Robert Srzedniccy – coproduzione, registrazione, missaggio, mastering
- Radek Bednarek – registrazione pianoforte (traccia 6)

## Classifiche
| Classifica (2020) | Posizione massima |
| ----------------- | ----------------- |
| Germania          | 71                |
| Polonia           | 5                 |
| Svizzera          | 96                |